# Bạc Qua Qua
Bạc Khoáng Dật (薄旷逸), tên thường gọi: Bạc Qua Qua (sinh 17 tháng 12 năm 1987) là con trai thứ hai của Bạc Hy Lai, và là đứa con duy nhất của Cốc Khai Lai, người vợ thứ hai của cha mình. Anh có một người anh em nữa, Li Wangzhi. Bạc Qua Qua học tại các trường Harrow School, Đại học Oxford và Đại học Harvard. Bạc Qua Qua được liệt kê như một người quản lý của các công ty Internet Guagua. Bạc Qua Qua nổi tiếng ăn chơi, đàng điếm. Việc anh học các trường danh giá đều nhờ uy quyền của cha anh trong chính quyền Trung Hoa. Tốt nghiệp Thạc Sĩ Harvard nhưng kiến thức duy nhất mà anh có chỉ là thuyết trình. Anh hiện đang theo học tại các chương trình JD tại Trường Luật Columbia.